# ラウフ・イニレーエフ
ラウフ・タルガトヴィチ・イニレーエフ (ラテン文字:Rauf Talgatovich Inileev、ロシア語: Рауф Талгатович Инилеев、1950年9月8日 - ) は、ウズベク・ソビエト社会主義共和国・タシュケント出身の元プロサッカー選手、サッカー指導者である。現在はソグディアナ・ジザフで指揮を採っている。

## キャリア
1973年、イニレーエフはパフタコール・タシュケントに加入し、リザーブチームでプレーした 後、メフナト・ジザフ (Mekhnat Jizzakh) へと移籍した。その後、ズヴェズダ・ジザフに移籍して現役を引退した。

## 監督
彼はサッカー選手としてのキャリアを終え引退した後はズヴェズダ・ジザフ (現在のソグディアナ・ジザフ) で監督としてのキャリアを開始した。1993年、彼はウズベク・リーグ2部のチランザール・タシュケントの監督に就任し、1996年には1部昇格を成功させた。1997年から2000年までは再びソグディアナ・ジザフの監督を務めた。2006年、U-23サッカーウズベキスタン代表の監督に就任した。U-23サッカーウズベキスタン代表の監督として、イニレーエフはU-23代表をドーハで開催された2006年アジア競技大会においてベスト8に導いた。
2006年12月31日、ヴァレリー・ニポムニシの後を受けてサッカーウズベキスタン代表の監督に就任し、ミルジャラル・カシモフがアシスタントコーチに就任した。2007年11月28日、イニレーエフはAFCアジアカップ2007におけるウズベキスタン代表の躍進を評価されAFCのアジア最優秀監督賞を受賞した。
2010 FIFAワールドカップ・アジア予選の4次予選で初戦の出来が良くなかったため、イニレーエフは代表監督を解任されミルジャラル・カシモフが2008年9月19日に後任監督に就任した。
2009年1月、彼はFKブハラと2年契約を交わしたが、シーズンで成績が思わしくなかったことから1年で監督を解任された。

## 獲得タイトル

### 監督
- ウズベキスタン年間最優秀監督賞 1位: 2007
- ウズベキスタン年間最優秀監督賞 2位: 2006
- アジア年間最優秀監督賞: 2007